# باربارا براندن
باربارا براندن (به انگلیسی: Barbara Branden) ‏ (۱۴ مهٔ ۱۹۲۹–۱۱ دسامبر ۲۰۱۳) با نام اصلی باربارا وایدمن (به انگلیسی: Barbara Weidman) نویسنده کانادایی بود. شوهر سابق وی ناتانیل براندن روان‌درمانگر و نویسنده‌ای کانادایی-آمریکایی بود.

## پیوندهای وابسته
- آین رند
- اطلس شورید